# Philodromus infuscatus utus
Philodromus infuscatus là một phân loài nhện trong họ Philodromidae.
Loài này thuộc chi Philodromus. Philodromus infuscatus utus được Ralph Vary Chamberlin miêu tả năm 1921.